# بلاریا – ایجه‌آ مارینا
بلاریا-ایجه‌آ مارینا (به ایتالیایی: Bellaria-Igea Marina) یک کومونه در ایتالیا است که در استان ریمینی واقع شده‌است. بلاریا-ایجه‌آ مارینا ۱۸ کیلومتر مربع مساحت و ۱۸٬۳۱۹ نفر جمعیت دارد و ۳ متر بالاتر از سطح دریا واقع شده‌است.